# Somalische giraffe
De Somalische giraffe (Giraffa camelopardalis reticulata) of netgiraffe is een (onder-)soort uit het geslacht giraffen. 

## Kenmerken
Hij is te herkennen aan het "netvormige" vlekkenpatroon, bestaande uit grote, hoekige, vlekken, die in kleur variëren tussen geelbruin en rood, gescheiden door dunne witte lijnen. De vlekken van een mannetje worden donkerder naarmate het dier ouder wordt. De vlekken zijn bleker op de buik en de poten. Ook hebben ze tussen hun oren 2 hoorns zitten, die van de vrouwtjes zijn kleiner dan die van de mannen. Mannetjes kunnen ongeveer 5,4 meter groot worden en vrouwtjes ongeveer 4,6 meter groot. In het wild worden ze ongeveer 25 jaar.

## Verspreiding
De soort komt voor in droge struikgebieden in het noordoosten van Afrika, in Noord-Kenia, Somalië en Zuid-Ethiopië. In Kenia overlapt het verspreidingsgebied met dat van de masaigiraffe (G. camelopardalis tippelskirchi), met verscheidene hybrides als gevolg.

## Sociaal leven
Somalische giraffen leven in kuddes van 2 tot 12 dieren. Ze leven niet per se in hechte familie kuddes, vrouwtjes trekken samen rond op zoek naar voedsel en water. Ze sluiten zich in hun leven bij meerdere groepjes aan. Mannetjes leven in "vrijgezellen groepjes" of solitair, ze volgen de vrouwtjes in de hoop te kunnen paren. Ze wachten op tekenen van bronstigheid. Als een vrouwtje dan in haar vruchtbare periode zit, probeert de man haar af te schermen voor potentiële rivalen. Dit kan leiden tot agressieve confrontaties tussen mannelijke dieren. Als het vrouwtje het toelaat mag de man met haar paren. Na een draagtijd van 15 maanden komt er een kalf ter wereld. Mannetjes blijven ongeveer 3 jaar bij hun moeder, voor ze naar een vrijgezellengroepje gaan. Bij vrouwtjes duurt dit wat langer, en blijven nog even in de kudde van hun moeder, voor ze zich bij een kudde aansluit die bestaat uit niet aan haar verwante vrouwen. 

## Voeding
Giraffen eten over het algemeen bladeren en soms wat gras. Vooral de acacia bladeren vinden ze lekker. Giraffen en acaciabomen zitten in een eeuwenlange ruzie met elkaar. De acacia's hebben stekels bij hun bladeren, om dieren af te schrikken. De giraffe heeft echter een blauwe tong vol met eelt, waarmee ze de stekels niet voelen en zelfs op kunnen eten. De bomen hebben nog een mechanisme bedacht, doormiddel van geurstoffen die worden doorgegeven door de wind, kunnen ze bomen verderop waarschuwen dat er giraffen zijn die komen eten, vervolgens kunnen de acacia's die de geurstoffen hebben opgevangen, zelf een stofje aanmaken, een soort gif, dat de bladeren heel erg bitter maakt, dit lusten giraffen niet. Ook hier hebben giraffen wat op bedacht: ze lopen gewoon tegen de wind in, waardoor de geurstoffen niet de volgende bomen kunnen bereiken, en de blaadjes gewoon hun natuurlijke smaakt behouden. 

## Bedreiging & bescherming
Over de indeling in ondersoorten van de giraffe bestaat geen consensus. Om deze reden staat de Somalische giraffe niet als aparte ondersoort op de Rode Lijst van de IUCN. Volgens schattingen uit de jaren 1990 waren er toen nog tussen de 36 en 48 duizend Somalische giraffen. In 2016 waren er volgens een schatting 8661, een afname met 77 tot 82%. Alle in Afrika voorkomende (onder-)soorten samen zijn in aantal achteruit gegaan en staan daarom als bedreigd op de Rode Lijst.
De soort wordt bedreigd door habitatverlies, ze moeten vaak plaatsmaken voor landbouwgrond. Er komen ook giraffen om het leven door menselijke conflicten in het gebied waar ze leven.
Er zijn veel organisaties die zich inzetten voor giraffen, zo ook de "Reticulated Giraffe Conservation with Pastoralists Initiative". Zij volgen de dieren door middel van camera's, ook beschermen ze de dieren tegen stropers, ze maken vallen onschadelijk en laten de stropers arresteren.
In Nederland kun je de Somalische giraffe zien in:
Artis, Amsterdam
Diergaarde Blijdorp, Rotterdam
ZooParc Overloon, Overloon